# Carató
Carató (segons Olimpiòdor: Χαράτων, literalment "negre" en llengües turqueses) o també conegut com a Aksungur (literalment "falcó blanc") (? - 422 aC) es creu que va ser el segon rei del poble nòmada dels huns durant el període comprès entre el 410 i el 422 aC.
El 412 aC, Carató va rebre a la seva cort a l'ambaixador de l'Imperi Romà d'Occident Olimpiòdor de Tebes, enviat per Flavi Honori. Olimpiòdor va viatjar al regne dels huns per mar però no se sap si el mar en qüestió va ser el mar Negre o el mar Adriàtic. El primer cas situaria els huns a l'estepa pòntica mentre que la segona els situaria a la plana de Pannònia.
| Precedit per: Uldin | Rei dels huns 410-422 | Succeït per: Octar |